# Ashtead
Ashtead – wieś w Anglii, w hrabstwie Surrey, w dystrykcie Mole Valley. Leży 25 km na południowy zachód od centrum Londynu. Miejscowość liczy 13 494 mieszkańców.